# Prasanna Vithanage
Prasanna Vithanage (né en 1962) est un réalisateur et metteur en scène srilankais.

## Biographie
Après ses études, Prasanna Vithanage s’intéresse au théâtre et met en scène des pièces de théâtre internationales. Il se tourne ensuite vers le cinéma et en 1992 signe son premier long métrage. Ses films ont été sélectionnés et récompensés dans de nombreux festivals internationaux.

## Filmographie
- 1992 : Ice on fire
- 1996 : Dark night of the soul
- 1997 : Walls within Death on a full moon day
- 2003 : Soleil d'août
- 2008 : Flowers in the sky
- 2012 : With you, Without you